# Пам'ятник Лесі Українці (Балаклава)
Пам'ятник Лесі Українці у Балаклаві — пам'ятник українській письменниці, перекладачці та культурній діячці. Розміщується на площі Першого травня, встановлений 2004 року з урочистостями до 2500-річчя міста скульптором Володимиром Сухановим.

## Леся Українка уКриму
Перша зустріч із Балаклавою могла б статися ще у 1890 році. За порадою київського лікаря Павловського, юна Леся Українка із матір'ю, Ольгою Косач (Оленою Пчілкою), їхала на лікування до Євпаторії; потім була невеличка подорож до Бахчисараю, Ялти та Севастополю.
У березні 1907 року Леся разом із своїм майбутнім чоловіком відвідала Севастополь і зупинилась в одному із готелів. Подорожуючи до Ялти, вони побачили над Балаклавою хуртовину. Подорож відклали до найкращих часів.
У серпні цього ж року Леся Українка і Климент Квітка, за порадою лікаря, попрямували на виноградний сезон до Балаклави. Вона їм не сподобалась через натовпи відпочивальників. Шукаючи тишу, пара знайшла кімнату на дачі акторки Соколової за адресою вул. Назукіна, 34. Дача була неподалік воріт бухти. Чисте повітря покращило самопочуття Лесі. Тут з'явились вірші «За горою блискавиці», «Народ пророкові», поема «Руфін і Прісцілла», етюд «Йоганна, жінка Хусова». У Балаклаві завершується робота над драмою «У пущі», поемами «Кассандра», «Айше і Мухаммед», «Іфігенія в Тавриді».
12 жовтня 1907 Леся з чоловіком назавжди покидають Балаклаву.

## Історія створення пам'ятника
Пам'ятник Лесі Українці встановлений на центральній площі Балаклави. Севастопольський скульптор Володимир Суханов виборов грант в 200.000 гривень на увічнення образу поетеси. Камінь зображає велику поетесу у 36-річному віці — саме в цьому віці вона провела в Балаклаві осінь. Було запропоновано робити погруддя поетеси, але в процесі роботи скульптор вирішив зробити напівфігуру.
3 вересня 2004 року відбулося урочисте відкриття пам'ятника Лесі Українці, який було освячено представником церкви.

## Дивись також
- Пам'ятники Лесі Українці